# Frontière entre la Finlande et la Norvège
La frontière terrestre entre la Finlande et la Norvège est une frontière internationale d'une longueur de 736 kilomètres qui sépare la Finlande de son seul voisin septentrional, la Norvège. Cette frontière est délimitée par deux tripoints : celui à l'ouest entre la Suède, la Finlande et la Norvège matérialisé par le cairn des Trois Royaumes et celui à l'est entre la Finlande, la Norvège et la Russie sur la colline Muotkavaara, à proximité du lac Inari.

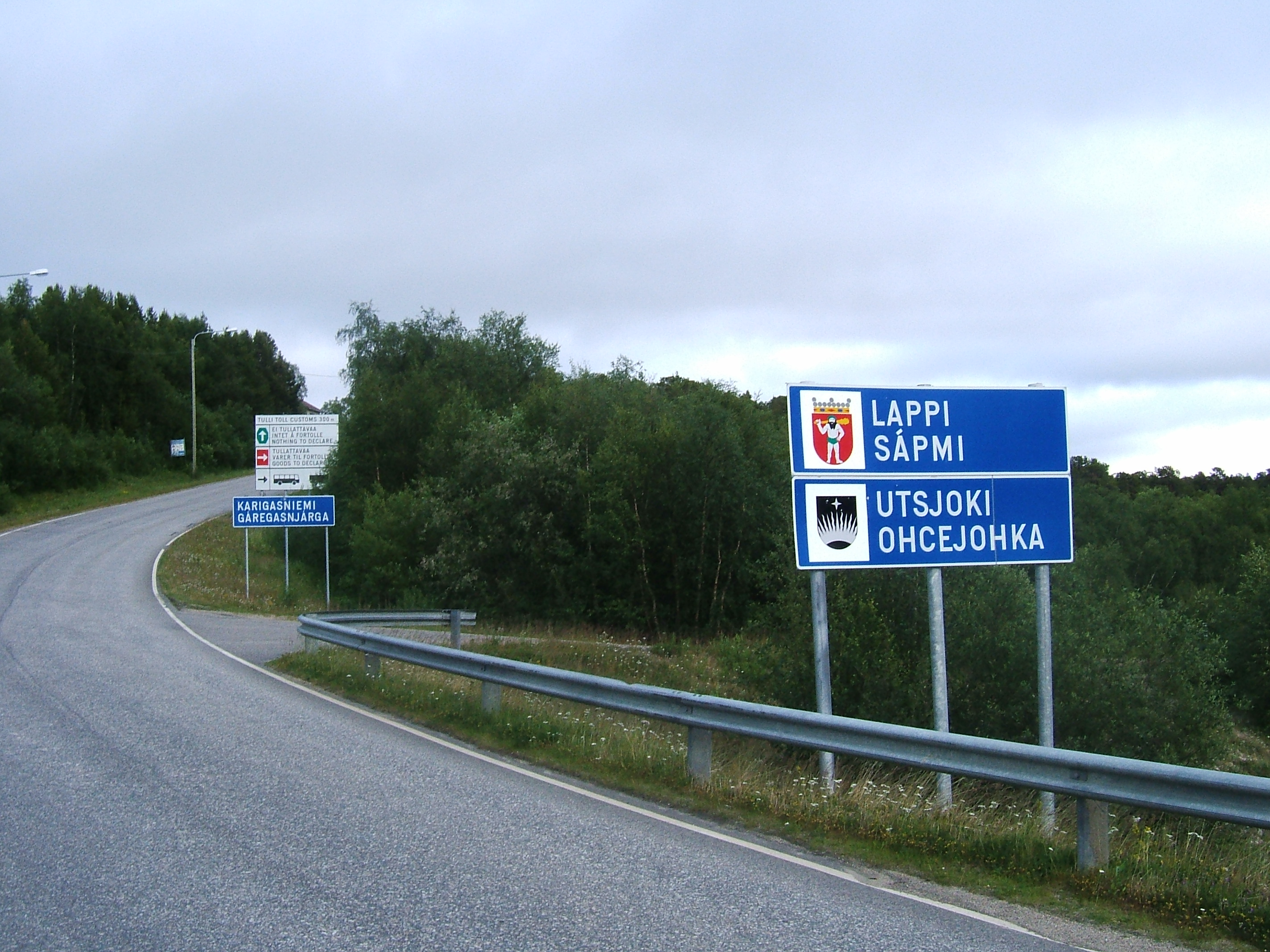
Passage de la frontière près d'Utsjoki.

## Tracé
Cette frontière est constituée d'un seul tronçon intégralement compris en Laponie. Elle sépare la province finlandaise de Laponie au sud du landsdel norvégien de Nord-Norge au nord.
Outre le fait que cette frontière passe sur le mont Halti, le point culminant de la Finlande, elle est bordée par un très faible nombre de communes (d'ouest en est) : Enontekiö, Inari et Utsjoki en Finlande et Storfjord, Kåfjord, Nordreisa, Kautokeino, Karasjok, Tana, Nesseby et Sør-Varanger en Norvège.
Deux queues de poêle sont délimitées par cette frontière : le territoire de la commune d'Enontekiö en Finlande et le sud de la commune de Sør-Varanger en Norvège.

## Histoire
Avant 1809, la frontière entre la Finlande et la Norvège constituait le prolongement de la frontière entre la Norvège et la Suède car le grand-duché de Finlande faisait alors partie de la Suède. À cette date, la Finlande passe sous souveraineté russe et constitue alors le prolongement de la frontière terrestre entre la Norvège et la Russie jusqu'en 1917, date d'indépendance de la Finlande.
Ces deux pays faisant partie de l'espace Schengen, les contrôles frontaliers ont été supprimés en mars 2001.

## Passages

### Points de passages routiers
Il existe assez peu de points de passages routiers traversant la frontière. Le tableau ci-dessous reprend ceux concernant les routes européennes, de l'ouest vers l'est.
| Route Européenne | Route de Finlande | Villes desservies             | Point de passage   | Villes desservies               | Route de Norvège |
| ---------------- | ----------------- | ----------------------------- | ------------------ | ------------------------------- | ---------------- |
| E 08             |                   | Vaasa - Oulu - Tornio         | Kilpisjärvi        | Skibotn - Nordkjosbotn - Tromsø | E08              |
| E 45             |                   | Enontekiö                     | Kivilompolo        | Kautokeino - Alta               | E45              |
| E 75             |                   | Rovaniemi - Sodankylä - Ivalo | Pont Sami, Utsjoki | Vardø                           | E75              |

| Route de Finlande | Villes desservies | Point de passage | Villes desservies     | Route de Norvège |
| ----------------- | ----------------- | ---------------- | --------------------- | ---------------- |
|                   | Inari - Utsjoki   | Karigasniemi     | Karasjok - Kautokeino | Riksvei 92       |

### Points de passage ferroviaires
Il n'existe aucun point de passage ferroviaire entre ces deux pays.